# Drive Blind
Drive Blind est un groupe de rock français, originaire de Nîmes. Il participe à la scène indépendante française des années 1990,.

## Biographie
Le groupe se forme à Montpellier en mars 1991, autour de Rémi Saboul et de Pierre Viguier. À l'origine les membres fondateurs de Drive Blind sont membres de l’association Les Envahisseurs, qui diffuse un fanzine rock du même nom ainsi qu'une émission de radio. D'après les membres du groupe, ces activités au sein de cette association leur ont permis de développer des contacts et un réseau dans le milieu du rock alternatif français (rencontres avec les labels Pandemonium, Black & Noir, le fanzine Abus dangereux...).
Drive Blind donne son premier concert le 27 avril 1991 à Nîmes dans la salle de la Movida en première partie du groupe lyonnais les Deity Guns. 
Le groupe sort son premier 45 tours en octobre 1991 sur le label angevin Black et Noir Records. En avril 1993, Drive Blind enregistre à Sète avec l'australien Kent Steedman (guitariste de The Celibate Rifles et producteur de Mudhoney), le mini-album Stop Thinking, Start Fighting. Le disque sort la même année sur le label marseillais Pandemonium Records. En 1994, Drive Blind sort son premier album Super Easy sur le label Black et Noir Records. Dans la même année et sur le label bordelais Vicious Circle Records sort également le mini album Tropical Motion Fever. Ces deux disques sont produits par l'anglais Iain Burgess (Big Black, Ministry) et enregistrés à Angers au studio Black Box. Le groupe commence à gagner une petite réputation hors des frontières hexagonales, ses albums sont alors distribués en Angleterre, en Allemagne ou en Espagne. Drive Blind effectue également une tournée en Italie, en Hollande et en Allemagne (en partageant l'affiche avec A Subtle Plague). En cette fin d'année 1994, le groupe est invité aux Black Sessions de Bernard Lenoir sur France Inter.   
L'année 1995 marque un tournant dans l'histoire du groupe avec l’arrivée de Nicolas Gromoff (batterie) et de Karine Auzier (basse et chant). Désormais basé à Toulouse, Drive Blind possède trois chanteurs et trois compositeurs. Les compositions de cette nouvelle formation vont lui permettre d’intéresser des labels plus importants comme Rosebud ou PIAS. C'est chez ces derniers que Drive Blind signe et enregistre avec plus de moyens que précédemment l'album Be A Vegetable. Le disque est produit par le suisse David Weber dans son studio habituel des Forces Motrices de Genève.
Sorti en 1996, Be a Vegetable touche un public plus large et reçoit un bon accueil critique. Le disque est classé 18e meilleur album de l'année par le magazine Rock Sound.  Mais en proie à des dissensions internes, le groupe décide de se séparer quelques semaines après la sortie de l'album. Drive Blind assure cependant une partie des dates de sa tournée, avant de se séparer définitivement en annulant entre autres, un concert aux Eurockéennes de Belfort. Durant six ans de carrière, le groupe aura assuré plus de 300 concerts en France et à l'étranger.
Pour les 20 ans de sa sortie, Be a Vegetable est réédité en double vinyle par le label montpelliérain Head Records. Le disque a été pour l'occasion remasterisé par David Weber, et augmenté de titres rares et inédits.

## L'après Drive Blind
Après leur séparation, les membres de Drive Blind continuent à officier dans divers projets et formations : Pierre Viguier dans Tantrum, Rémi Saboul dans Rinôçérôse, Sabo (avec Armand Gonzales) ou My Tiger Side.
Jacques-Olivier Leroy accompagne le musicien new-yorkais Kevin K au sein des Real Kool Kats et le genevois Gil Rose dans les Hydropathes.
Karine Auzier officie dans les projets Rose’N’Roll, Auzier et Deepwater Horizon Explosion.
JD, le premier batteur, joue au sein d'Atomic Suplex, un groupe garage signé sur Crypt Records.
Nicolas Gromoff fonde en 2019 le groupe NWAR.

## Style et influences
Le style musical de Drive Blind est souvent rapproché de la scène grunge de Seattle des années 1990. Le groupe reprend souvent sur scène Kick Out the Jams du groupe MC5 et déclare dans les entrevues avoir été beaucoup influencé par Sonic Youth. Les Thugs sont également cités comme modèles de valeurs et de fonctionnement.
D'après les membres du groupe, leur nom n'est pas inspiré directement de la chanson Drive Blind du groupe anglais Ride.

## Membres
- Rémi Saboul - guitare, chant[15]
- Pierre Viguier - guitare, chant[15]
- Mathieu Valette - Basse (1991)
- Jacques-Olivier Leroy - basse, chant (1991-1994)[15]
- JD - batterie (1991-1994)[15]
- Karine Auzier - basse, chant (1994-1996)[15]
- Nicolas Gromoff - batterie (1994-1996)[15]

## Discographie

### Albums studio
- 1994 : Super Easy (Black et Noir Records)[7]
- 1996 : Be a Vegetable (À Donf')[7]

### EP
- 1991: Charlatan / Every Day (Black & Noir Records – BNS08)
- 1993: Stop Thinking Start Fighting (Pandemonium Records)
- 1994: Tropical Motion Fever (Vicious Circle Records)